# Miss Green
Miss Green est une série télévisée française en 20 épisodes d'environ 3 minutes créée par Zazon et diffusée du 25 mai au 27 juillet 2008 sur France 4.

## Sypnosis
La Terre va mal. Une femme a décidé de prendre sa défense. Elle met sa tenue verte pour sauver la planète. Miss Green.
À travers des caméras cachées plus loufoques les unes que les autres, sur le réchauffement de la planète et l'écologie, ainsi que des petits gags chez elle, Miss Green est la nouvelle série 100 % biodégradable.

## Distribution
- Zazon : Miss Green
- Nader Boussandel : le mari de Miss Green

### Invités
- Cédric Ben Abdallah : Ben (épisode 2)
- Mouloud Achour : Mouloud (épisode 11)
- Mia Frye : Mia Frye (épisode 20)

## Fiche technique
- Créée par Zazon
- Écrite par Zazon et Michaël Lellouche
- Réalisé par Éric Delmotte

## Épisodes
1. Éveiller les consciences solidaires
2. Mutualiser la mobilité urbaine
3. Recycler le papier quotidien
4. Compenser les émissions toxiques
5. Bannir les hydrocarbures ménagers
6. Sensibiliser les générations futures
7. Économiser les ressources en eau
8. Retisser du lien social
9. Recycler les déchets organiques
10. Favoriser les transports éco-responsables
11. Protéger la faune domestique
12. Réhabiliter les victimes de la croissance
13. Défendre l'hygiène alternative
14. Favoriser l'habitat durable
15. Optimiser l'excédent de biomasse
16. Sauver la forêt amazonienne
17. Sauvegarder les espèces menacées
18. Eradiquer les ondes électro-magnétiques
19. Réintroduire la communication filaire
20. Promouvoir l'activité physique